# Shiggy Jr.のオールナイトニッポン0(ZERO)
「Shiggy Jr.のオールナイトニッポン0(ZERO)」（シギージュニアのオールナイトニッポンゼロ）とは、赤い公園のオールナイトニッポン0(ZERO)の後続番組として、2015年3月30日未明からスタートした番組。2015年5月18日現在、Voの池田智子1人で行っている。

## 概要など
池田は2014年に「オールナイトニッポンR」にパーソナリティとして登場し、2014年末の「オールナイトニッポンGOLD」でもパーソナリティを務めている。今回はShiggy Jr.のメジャーデビューをする前にレギュラーでのパーソナリティに起用された。
開始前は『Shiggy Jr.池田智子のオールナイトニッポン0』の予定であったが、途中で池田以外のメンバーもDJになる可能性が否定できないため、番組タイトルから『池田智子』を外した。
2015年4月13日の第3回放送で、池田の母親のメールが読まれてから、たびたび読まれるようになり、5月4日放送回では、池田の祖母までメールが読まれることになった。因みに池田の母親のラジオネームは『天然果汁100％』である。

## 放送時間
- 月曜　27:00 - 28:30

ニッポン放送他多数のネット局では、この時間までの放送、南海放送・西日本放送では、28:00までの1時間放送、スマートフォン向け放送局NOTTVでは、29:00までの放送となっている。

## テーマ曲
- オープニング：スパイス・ガールズ「Wannabe」
- エンディング：ハーブ・アルパートとティファナ・ブラス「BITTERSWEET SAMBA」

## レギュラー放送開始前の出演回
- 2014年9月6日：土曜R
- 2014年12月30日：火曜GOLD（宮藤官九郎の代打）

## ゲスト及びその他の出演者
- 2015年6月8日 - 大西ライオン
- 2015年8月24日 - 倉持由香
- 2015年10月19日 - 中村豪（やるせなす）・りゅうあ
- 2015年12月14日 - レイザーラモンHG
- 2015年2月15日 - 吉澤嘉代子

## スタッフ
- ディレクター：蝦名拓也
- 構成：高井均、川島大貴、チェ・ひろし（関口勇斗）
- ＡＤ：荒木
- ミキサー：清水
- ＮＯＴＴＶ ＡＰ：西